# Maria Heimsuchung in der Wiese

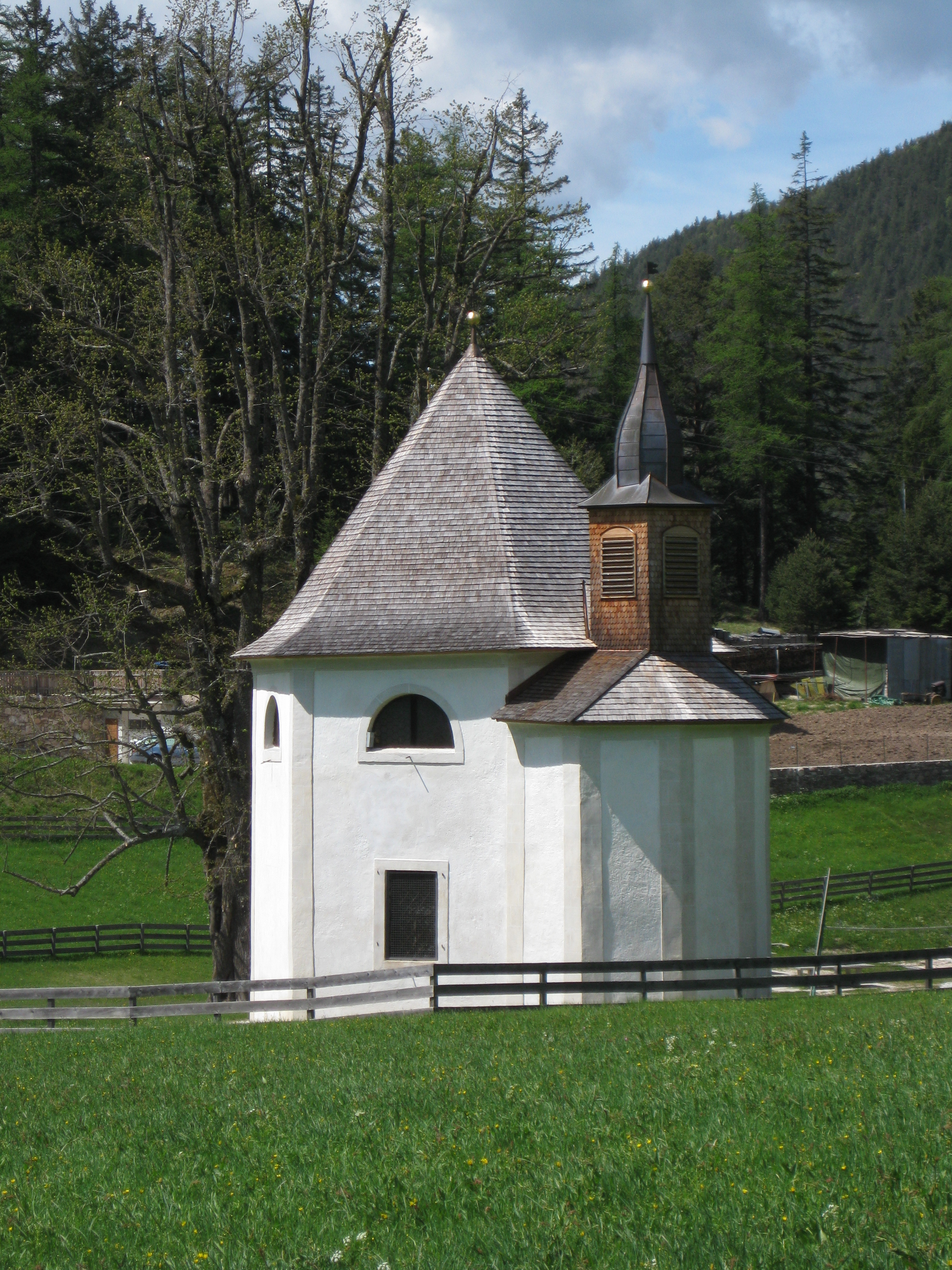
Maria Heimsuchung in der Wiese

Die Barockkapelle Maria Heimsuchung in der Wiese in der Fraktion Gfrill der Gemeinde Salurn in Südtirol ist ein denkmalgeschütztes Bauwerk.
Sie wurde 1680 von der ortsansässigen Familie Feigenputz von Griessegg auf sechseckigem Grundriss erbaut. Über der polygonen Apsis steht ein Dachreiter mit zwiebelförmiger Spitze. Der Innenbereich ist ausgiebig mit florealen Motiven dekoriert. Der besonders prunkvolle Altar mit der Darstellung der namensgebenden Heimsuchung stammt vom Bozner Künstler Oswald Krad. Die Gemälde mit ihren schönen Schnitzrahmen, wie zum Beispiel die herzförmigen mit den Geheimnissen des Rosenkranzes, gehen auf das Ende des 18. Jahrhunderts zurück.
Die Unterschutzstellung erfolgte unter dem Aktenzeichen BLR-LAB 2907 vom 16/06/1975, gleichzeitig wurde eine Bannzone eingerichtet.